# Петина
Петина (итал. Petina) — коммуна в Италии, располагается в регионе Кампания, в провинции Салерно.
Население составляет 1217 человек (2008 г.), плотность населения составляет 35 чел./км². Занимает площадь 35 км². Почтовый индекс — 84020. Телефонный код — 0828.
Покровителем коммуны почитается святой Онуфрий Великий, отшельник, празднование 2 августа.

## Демография
Динамика населения:

## Администрация коммуны
- Официальный сайт: https://web.archive.org/web/20110120070712/http://petina.asmenet.it/